# Júlia Soémia
Júlia Soémia (Homs, 180 — Roma, 11 de março de 222) foi uma personagem do Império Romano, ela foi sobrinha, prima, mãe e tia de imperadores romanos da dinastia severa, e teve um papel importante no Império durante a minoridade do seu filho, o imperador Heliogábalo.
No texto da História Augusta ela é chamada de Simiamira (Symiamira), e no texto de Eutrópio de Simiásera (Symiasera). De acordo com David Magie, tradutor da História Augusta para a Bibloteca Clássica Loeb, a forma Julia Soaemias Bassiana é atestada pelas inscrições CIL VIII, 2564; CIL X, 6569, e existem moedas em que seu nome é escrito Julia Soaemias Augusta. Ainda segundo David Magie, o nome masculino Σόαιμος (Suhaim) é um nome da Síria, porém não existe uma explicação satisfatória para a origem dos nomes Simiamira e Simiásera, que poderiam derivar de uma deusa Simea.

## Família
Júlia era a filha de Júlia Mesa, uma  mulher Romana de origem Síria, e do nobre Sírio Júlio Avito. Ela tinha uma irmã mais nova, Júlia Avita Mamea. Júlia Mesa, sua mãe, era filha de Júlio Bassiano. Júlia Domna, esposa do imperador Septímio Severo, era outra filha de Júlio Bassiano.

## Casamento e filho
Ela nasceu em Apameia, na Síria. Em c.193, ela se casou com o cavaleiro romano Sexto Vário Marcelo, possivelmente um casamento político, porque Severo estava lutando contra Pescênio Níger, cuja base de poder era a Síria, e o casamento poderia reforçar a base de poder de Severo no Oriente.
Há registros da sua presença na corte imperial no festival secular de 204, que ocorria a cada 110 anos; foi nesta ano ou no ano anterior (203) que nasceu seu filho Vário Ávito Bessiano.
Possivelmente ela visitou a Britânia durante a campanha de Severo contra os caledônios, em 208. Seu marido foi procurador da Britânia.
Após a morte de Severo e a ascensão de Caracala, Sexto Vário Marcelo foi rationibus (chefe das finanças imperiais), prefeito pretoriano, e governador da Numídia. Ele morreu na Numídia, antes do assassinato de Caracala.
Após o assassinato de Caracala, em 217, Macrino tornou-se imperador, mas Júlia Mesa pretendia retomar o trono que pertencia à sua família. Foi contada a história de que Vário Ávito Bessiano era um filho bastardo de Caracala. A Terceira Legião Gálica foi subornada por Júlia Mesa, e apoiou a pretensão do filho de Soémia, que havia se tornado popular como sacerdote do sol (o deus Elagabal) em Emesa. Macrino foi derrotado, e o jovem tornou-se imperador, adotando o nome Heliogábalo.

## Augusta
Uma das primeiras vítimas do novo regime foi Gânis (ou "Eutiquiano"), que seria, segundo algumas versões, o amante de Júlia Soémia, e quem havia elaborado a farsa de que Heliogábalo era filho bastardo de Caracala.
Júlia Soémia, assim como Júlia Mesa, receberam o título de Augusta, e moedas foram cunhadas em seu nome. Depois do inverno de 220/221, Heliogábalo iniciou uma reforma religiosa, substituindo os antigos deuses do panteão romano por Elagabal e suas consortes, Atargatis e Astarte; isto desagradou aos romanos, que ainda não aceitaram seu casamento com a virgem vestal Aquília Severa. No verão de 221, Heliogábalo moderou suas reformas, e fez algumas concessões aos romanos. Seu primo Alexianus, filho de Júlia Mamea, foi adotado como seu filho, recebeu o título de César e passou a se chamar Severo Alexandre. Heliogábalo também se divorciou da virgem vestal e se casou com uma romana descendente de Marco Aurélio.

## Morte
Porém, em Dezembro de 221, Heliogábalo voltou a se casar com Aquília Severa, e tentou assassinar seu primo Alexandre; neste conflito, o Senado e Júlia Mesa apoiaram o césar, e, em 11 ou 12 de Março de 222, Heliogábalo e Soémia foram linchados pelos soldados. Ambos receberam o damnatio memoriae.